# 大泽乡镇
大泽乡镇，是中华人民共和国安徽省宿州市埇桥区的一个乡镇级行政单位，位于宿州市埇桥区南部，与蚌埠市固镇县接壤。

## 历史

### 秦
秦二世元年（前209年）七月，陈胜、吴广与戍卒九百人前往渔阳（今北京密云县）途中，在大泽乡（在今安徽宿县）被大雨延误行程，按秦法误期当斩，陈、吴无计可施，只好率戍卒起兵反秦，立国，号为“张楚”（即张大楚国之意）。

### 中华人民共和国
1979年正式命名为西寺坡镇。
2014年2月11日，安徽省民政厅经省政府同意将西寺坡镇更名为大泽乡镇。

## 行政区划
大泽乡镇下辖以下地区：
西寺坡村、洪庙村、大韩村、刘村、涉故台村、雪花村、高口村、前进村、和谐村、张桥村、龙王庙村、兴隆村和水池村。